# American Hairless terrier
L'American Hairless terrier est une race de chien anciennement considérée comme une  variante du Rat Terrier (en). Le AHT n'est pas reconnu par la FCI mais il appartient au Groupe des terriers. Il a été reconnu le 1er janvier 2004 par le United Kennel Club qui considère l'AHT comme une race séparée de terriers.
C'est un chien de travail intelligent, social et énergique, l'American Hairless terrier est souvent catégorisé comme une race pouvant limiter les risques d'allergies.

## Histoire

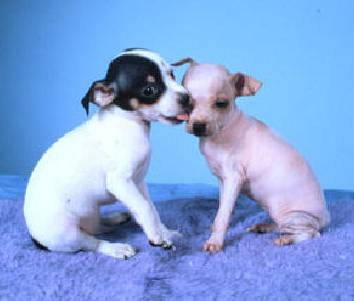
American Hairless terrier avec un chiot de la portée à poil court.

Les origines américaines de l'American Hairless terrier remontent à une race croisée de terrier appelée Feist (chien) (en) qui fut importé d'Europe jusqu'en Amérique du Nord dès le XVIIIe siècle.

À la fin des années 1800, la race de chien Rat Terrier (en) fut développée à partir du croisement du (chien) Feist avec des lignées de Beagle, Petit lévrier italien et de Pinscher nain.

La race précise de l'American Hairless terrier débuta en 1972 à la naissance d'un chiot nu, baptisée Joséphine, dans une portée de Rat Terrier en Louisiane, aux États-Unis.

Les maîtres Edwin et Willie Scott avaient apprécié l'aspect du chiot et son caractère, puis lorsque la chienne fut en âge de procréer, ils lui firent faire une portée en espérant qu'elle transmettrait son gène de pelage nu à ses chiots.

Leur tentative a finalement abouti. Une portée née en 1981 devint les bases de la fondation de la race.

### Reconnaissance de la race
En 1998, la race fut reconnue en tant qu'American Hairless terrier (AHT) par l'American Rare Breed Association (en) et le National Rat Terrier Club.

Le Canada fut le premier pays en dehors des États-Unis à reconnaître la race en 1999 au Canadian Rarities.

En 1999, la race était reconnue en tant que Rat Terrier (en), variété chien nu, par l'United Kennel Club.

Aux États-Unis, l'association de l'American Hairless terrier est un club de race provisoire.

Les autres clubs de race nationaux dans le monde inclus l'Association canadienne de l'American Hairless terrier ainsi que le club de l'American Hairless terrier japonais.

Le 1er janvier 2004, l'United Kennel Club (UKC) a reconnu l'AHT comme étant une race en elle-même.

L'American Kennel Club (AKC) a également inscrit l'AHT dans son registre de race à la Foundation Stock Series et lui permet ainsi de participer aux manifestations de l'AKC et aux expositions canines.

Malgré sa petite taille, l'AHT n'est pas une race miniature.

L'AHT est, comme son cousin le Rat Terrier, un chien de travail.

## American Hairless terrier à poil court
Dans sa description datant de 2006, l'UKC continue à reconnaître les variétés nues et à poil court de l'American Hairless terrier précisant que « [B]ien qu'il puisse sembler contradictoire d'avoir des variétés de chien à poil court dans une race de chien nu, il sera nécessaire de continuer à effectuer des croisements avec le Rat Terrier (en) dans un avenir prévisible jusqu'à ce qu'il existe un nombre suffisant de chiens nus pour maintenir un patrimoine génétique sain et distinct ».UKC

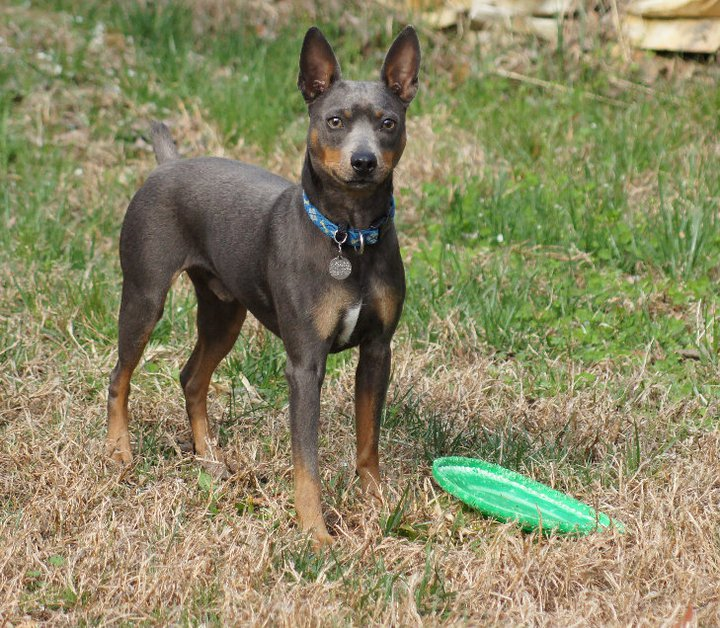
American Hairless terrier bleu tricolor mâle avec un frisbee.

## Description
L'American Hairless terrier est un chien de taille petite ou moyenne, musclé et actif.

Taille : 
18 à 45,7 cm.

Espérance de vie :
14 à 16 ans.

Poids :
2,5 à 12 kg.

Robe :
Blanche (plus ou moins clair) avec différentes couleurs allant du noir, bleu, rose, marron, fauve et sable.
S'assombrit au soleil

Yeux :
Marron, bleu, gris, ambre et turquoise.

Motif :
Presque solide (avec des traces de blanc), bringé, tacheté (pie) et avec un manteau.

Queue et oreilles :
La queue des chiens nus ne doit pas être coupée, les chiens à poil court peuvent avoir la queue écourtée ou entière.

Type :
Chien de travail.

### Distinctions entre l'American Hairless terrier et le Rat Terrier
Les origines de l'American Hairless terrier sont uniques car la race entière a débuté à la naissance en 1972 d'une seule femelle Rat Terrier (en) nue.

L'AHT ressemble beaucoup au Rat Terrier et les chiens AHT à poil court sont pratiquement identiques à leurs cousins Rat Terrier.

Cependant, depuis la naissance de la première portée de la femelle Rat Terrier nu en 1982, l'AHT a continué d'évoluer en tant que race à part entière (voir Reconnaissance de la race) avec plusieurs caractéristiques qui le distingue des origines du Rat Terrier.

Ces différences reposent sur une taille plus petite, des traits plus fins, une couleur des yeux différente, des motifs différents, des nouvelles couleurs (de robe), et bien sûr l'absence total de pelage pour les variétés nues.

Les choix des éleveurs ont également renforcé les spécificités de l'AHT.

Les éleveurs d'AHT et les clubs de race encouragent le fait de garder la queue entière pour les chiens nus, contrairement au Rat Terrier qui a traditionnellement une queue écourtée.

À ce jour, le gène nu n'a pas été transmis aux autres types de Rat Terrier, tel que le Giant Decker (en) ou le Rat Terrier (en) Type B (connu également comme le de Teddy Roosevelt Terrier (en)).

## Les races nues et leurs génétiques
Bien qu'il existe des théories non prouvées que les races de Chien nu aient une ascendance commune, l'évolution récente de l'American Hairless terrier ne rejoint pas celles des autres races de chien nu.

Une différence majeure entre l'American Hairless terrier et les autres races de chiens nus est le caractère récessif du gène, alors que pour les autres anciennes races il s'agit d'un gène dominant.

L'American Hairless terrier n'a pas de problème de dentition (absence de prémolaires) ou les autres caractéristiques associées au gène nu dominant.

Pour les chiens dont le gène nu est dominant, l'accouplement de deux chiens nus a pour potentialité la naissance de chiots nus à 66,6 % et 33,3 % de chiots à poil court.

Pour l'accouplement d'un chien nu et d'un chien à poil court, la portée aura un ratio d'un chiot nu pour un chiot à poil court.

Pour l'accouplement de deux chiens à poil court, tous les chiots seront à poil court.

L'accouplement entre deux AHT donnera une portée de chiots nus uniquement.

L'accouplement entre AHT, AHT à poil court ou un Rat Terrier (en) donnera des portées variées, avec des chiots nus et à poil court.

## Une race hypoallergénique
Il n'existe aucune preuve scientifique de l'existence d'une race de chien hypoallergénique et l'absence de poil n'est pas l'unique facteur déterminant pour une réaction allergique ou du degré d'allergie.

L'American Hairless Terrier Association recommande de passer des tests d'allergies avant d'adopter un AHT.

## Tempérament
L'American Hairless terrier (AHT) est un chien intelligent, social et énergique.

Gracieux et élégant, l'American Hairless terrier est également un chien puissant et athlétique.

L'AHT, tout comme ses cousins terriers, apprécie les sports d'agilité.

L'AHT aime creuser, chasser les petits gibiers, il a tendance à aboyer et fait ainsi un très bon chien de garde.

L'AHT n'est pas un bon nageur et doit être surveillé lors de promenades à proximité de cours d'eau.

Les origines de l'AHT lui ont transmis un très fort instinct de chasse, mais il ne sera pas un très bon chien de chasse à cause de l'absence de pelage qui ne le protègera pas des griffures des broussailles.

À cause de ses origines de chien de travail, beaucoup d'AHT possèdent un très fort instinct de prédateur.

Certains maîtres se demandent si l'AHT est une race appropriée pour les familles avec de jeunes enfants.

De par leur petite taille, l'AHT doit être manipulé avec précautions.

## Santé
L'American Hairless terrier reste une race rare avec peu de reproducteurs.

L'UKC reconnaît le besoin de continuer à effectuer des croisements avec les lignées de Rat Terrier (en) (voir American Hairless terrier à poil court) jusqu'à ce qu'il soit possible d'effectuer uniquement des accouplements de chiens nus (voir la génétique ci-dessus).

L'AHT ne possède pas de glandes sudorales, bien que l'on lise souvent le contraire.

Il n'existe aucune preuve scientifique qui suggère une évolution indépendante des glandes sudorales unique à cette race.

Les erreurs sont sûrement dues à l'association de la présence de glandes sébacées à celle des follicules pileux dont chaque chien est muni.

La variété de chien nu de cette race possède les mêmes follicules, cependant les « poils » disparaissent pendant la croissance du chien.

Il peut lui arriver d'avoir des éruptions cutanées provoquées par une allergie à l'herbe.

Il peut être susceptible à d'autres allergies, comme toutes les autres races de chien.

À cause de l'absence de pelage, l'AHT peut avoir besoin d'une protection solaire (en fonction des saisons, de la situation géographique, du degré ou d'absence de pigmentation du chien).

Il est possible de lui appliquer de la crème solaire ou de lui faire porter un petit T-shirt si besoin.

Il n'est pas rare de lui faire porter des vêtements, non seulement pour le protéger du soleil mais aussi pour le protéger du froid (quand le climat le demande).